# Diodaulus
Diodaulus is een muggengeslacht uit de familie van de galmuggen (Cecidomyiidae).

## Soorten
- D. linariae - vlasbekgalmug (Winnertz, 1853)
- D. traili - springende schermbloemgalmug (Kieffer, 1889)